# Hichem Zahi
Hichem Zahi ou Hichem Ezzahi, né le 5 octobre 1981 à l'Ariana, est un basketteur tunisien actif de 1999 à 2022.
Formé au Club africain, il évolue au poste de pivot.

## Carrière
Il participe avec l'équipe de Tunisie au championnat d'Afrique 2005 et au championnat arabe des nations en 2008.
Il arrête sa carrière professionnelle à l'été 2022.

## Clubs
- 1999-2022 : Club africain

## Palmarès

### Clubs
- Champion de Tunisie : 2004, 2014, 2015, 2016
- Coupe de Tunisie : 1999, 2001, 2003, 2014, 2015
- Super Coupe de Tunisie : 2003, 2004, 2014
- Coupe de la Fédération : 2017, 2018
- Médaille de bronze à la coupe d’Afrique des clubs champions 2014 ( Tunisie)

### Sélection nationale
- Médaille d'or au championnat arabe des nations 2008 ( Tunisie)